# Cantón de Montlhéry
El cantón de Montlhéry era una división administrativa francesa, que estaba situada en el departamento de Essonne y la región de Isla de Francia.

## Composición
El cantón estaba formado por siete comunas:
- La Ville-du-Bois
- Linas
- Longpont-sur-Orge
- Marcoussis
- Montlhéry
- Nozay
- Saint-Jean-de-Beauregard

## Supresión del cantón de Montlhéry
En aplicación del Decreto n.º 2014-230 de 24 de febrero de 2014, el cantón de Montlhéry fue suprimido el 22 de marzo de 2015 y sus 7 comunas pasaron a formar parte; tres del nuevo cantón de Logjumeau, tres del nuevo cantón de Les Uris y una del nuevo cantón de Brétigny-sur-Orge.